# Dorfkirche Hirschfeld (Brandenburg)

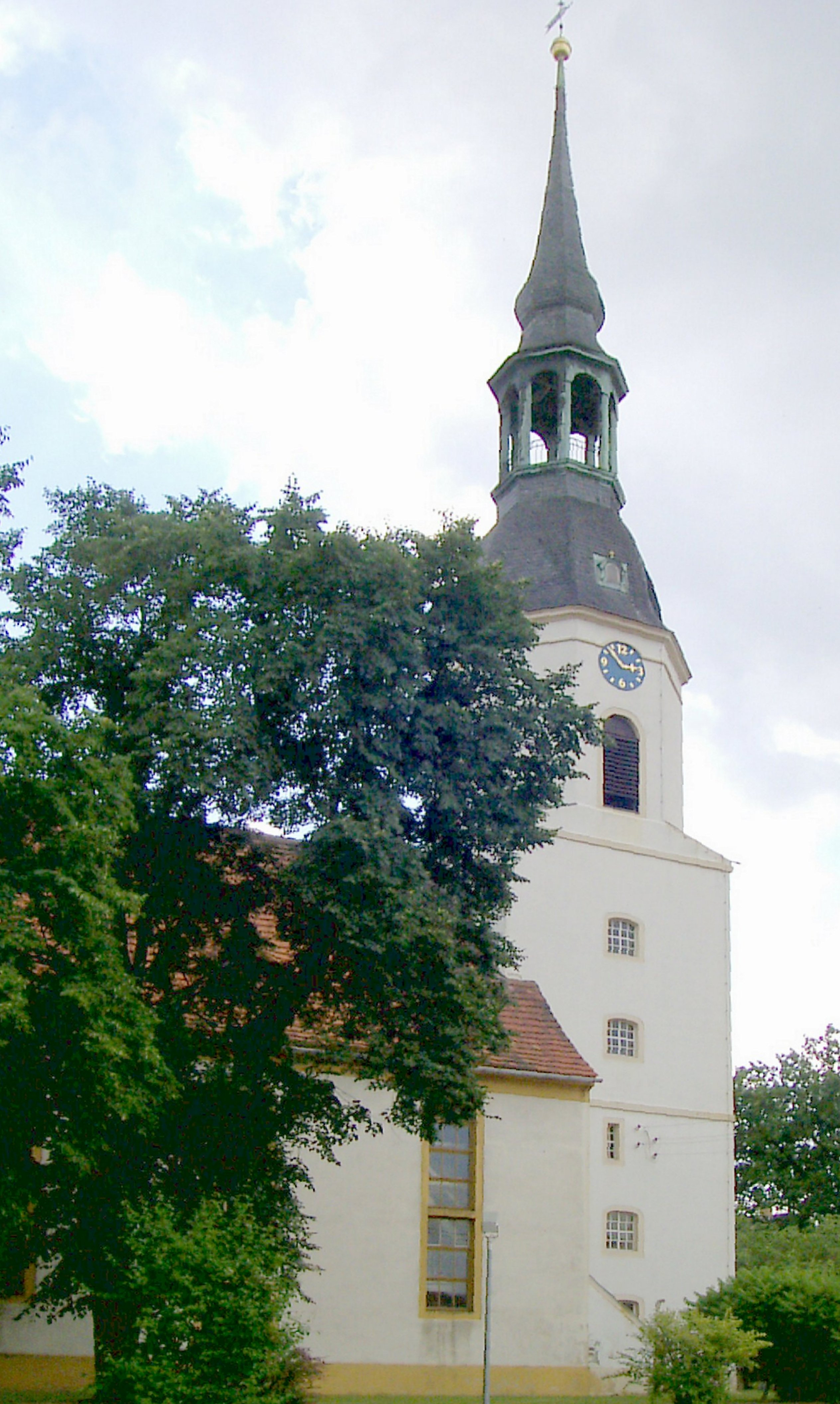
Dorfkirche Hirschfeld

Die evangelische Dorfkirche Hirschfeld ist ein denkmalgeschütztes Kirchengebäude in der Schraden-Gemeinde Hirschfeld im südbrandenburgischen Landkreis Elbe-Elster. Hier ist das spätbarocke Bauwerk aus dem Jahre 1786 im Ortszentrum zu finden.

## Geschichte

### Baubeschreibung und -geschichte
Bereits vor dem Bau der heutigen Kirche befand sich in Hirschfeld eine Kirche, die in einem 1924 in der heimatkundlichen Schriftenreihe Die Schwarze Elster erschienenen Aufsatz als Emporenkirche bezeichnet wird. Auf schlechtem Baugrund im Jahre 1470 errichtet, war dieses Gebäude allerdings fortwährend reparaturbedürftig. Der Turm dieser Kirche stürzte schließlich bei Reparaturarbeiten am 26. April 1769 ein, wobei auch das alte Kirchenschiff schwer in Mitleidenschaft gezogen wurde und letztlich einen Neubau notwendig machte.
Bei der heutigen Hirschfelder Kirche handelt es sich um einen spätbarocken verputzten Saalbau aus dem Jahre 1786. Westlich des Kirchenschiffs schließt sich ein quadratischer Kirchturm mit oktogonalem Oberteil, Schweifhaube, Laterne und Zwiebel an.
Restaurierungen des Bauwerks sind aus folgenden Jahren bekannt: 1818/19 (Eindeckung des Turms mit Schiefer), 1857 (Restaurierung des Kircheninneren durch den Großenhainer Maler Schwinghoff), 1862 (Neueindeckung des Turms, Tünchen der Kirche mit Kalk und Abnahme von Wetterfahne und der Kugel, welche vergoldet in Großenhain wurde) und 1889 (Abriss und Neuaufbau der Kirchturmspitze). In den Jahren 1979 bis 1982 wurde die Kirche umfassend restauriert. Nach der Wende erfolgten ab 1996 umfangreiche Rekonstruktionsarbeiten am Kirchturm. 1997 wurde für die Hirschfelder Kirche eine neue Glocke gegossen.

### Parochie Hirschfeld
Bereits im Jahre 1495 wurde Hirschfeld als Pfarrort bezeichnet. 1539 hielt der Pfarrer Michel Klemm hier die erste evangelische Predigt. Zur Parochie gehörte zwischenzeitlich neben Hirschfeld auch das südwestlich gelegene und inzwischen sächsische Strauch (1575–1636). Der hier vorhandene romanische schlichte Bau der Kirche, welcher seinen Turm erst im Jahre 1864 bekam, zählt heute zu den ältesten im Umkreis.
Der zweigeschossige Fachwerkbau des inzwischen unter Denkmalschutz stehenden Hirschfelder Pfarrhaus stammt im Kern aus dem Jahre 1690. Anfang des zwanzigsten Jahrhunderts wird auch das Schraden-Vorwerk Schönau als eingepfarrt bezeichnet. Ab 1987 wurde Hirschfeld von der Nachbargemeinde Großthiemig mitverwaltet.
In der Gegenwart gehören zum dem Kirchenkreis Bad Liebenwerda zugehörigen Kirchspiel Hirschfeld neben Hirschfeld die Schradengemeinden Großthiemig und Gröden an.

## Ausstattung (Auswahl)
Das Innere der Kirche wird von einer an den Seiten doppelgeschossigen Hufeisenempore geprägt. Im Westen ist die Empore hervorschwingend. Hier befindet sich die Orgel der Hirschfelder Kirche.
Die in der Kirche vorhandene Sandsteintaufe besitzt einen schlanken Balusterfuß und stammt aus dem Jahre 1836. Dieser Taufstein war ein Geschenk des Kirchenpatrons Freiherr von Rochow und wurde anlässlich des fünfzigjährigen Bestehens der Kirche während einer festlichen Zeremonie der Hirschfelder Kirchgemeinde übergeben. Der an der Ostwand befindliche Kanzelaltar wird von Gottesauge im Strahlenkranz bekrönt.
An der Südwand ist ein die Beweinung Christi darstellendes und aus einem Stück geschnitztes Hochrelief zu finden. Dieses Stück stammt aus dem Jahre 1520. Zur Ausstattung gehört ferner ein aus dem Jahre 1690 stammender barocker Taufengel, welcher 1978 zum Teil ergänzt wurde. Des Weiteren sind hier drei Schnitzfiguren aus dem dritten Viertel des 15. Jahrhunderts zu finden.

## Orgel
Eine erste Orgel erhielt Hirschfeld im Jahre 1702, sie wurde 1786 in neuen Kirchenbau übernommen. Im Jahre 1818 wurde dieses Instrument noch einmal vom Liebenwerdaer Orgelbaumeister Wendt für 85 Taler repariert.
In der Kirche befindet sich heute eine im Jahre 1842 vom Meißener Orgelbaumeister Friedrich Gottheld Pfützner erschaffene Orgel. Dabei wurde der aus dem Jahre 1702 stammende dreiteilige Prospekt wiederverwendet. Das Instrument wurde im Zuge der Restaurierungsarbeiten an der Kirche Anfang der 1980er Jahre durch den Moritzburger Orgelbaumeister Wilhelm Rühle umfassend instand gesetzt. Eine weitere Restaurierung folgte im Jahre 2014 durch dasselbe Orgelbauunternehmen.
Die mit einem selbständigen Pedal ausgestattete Orgel verfügt über mechanische Schleifladen, ein Manual und 14 Register. Die Orgel ist die größte erhaltene Pfützner-Orgel und weitgehend original erhalten. Die Disposition lautet wie folgt:
| I Manual C–f3 |                    |     |
| 1.            | Bordun             | 16′ |
| 2.            | Principal          | 8′  |
| 3.            | Flöte              | 8′  |
| 4.            | Gambe              | 8′  |
| 5.            | Doppelflöte        | 8′  |
| 6.            | Oktave             | 4′  |
| 7.            | Gedackt            | 4′  |
| 8.            | Quinte             | 3′  |
| 9.            | Oktave             | 2′  |
| 10.           | Cornett IV (ab c1) |     |
| 11.           | Mixtur III         |     |

| Pedalwerk C–d1 |               |                  |
| 12.            | Principalbass | 16′              |
| 13.            | Oktavbaß      | 8′               |
| 14.            | Posaune       | 16′ (Holzbecher) |

- Koppel: I/P